# Seiche (animal)
Pour les articles ayant des titres homophones, voir Sèche et Seyches.
Pour les articles homonymes, voir Seiche.
Taxons concernés
Dans l'ordre des Sepiida et des Sepiolida,

de nombreuses espèces dont les suivantes
 reconnues officiellement par la DDCCRF :
- Sepia brevimana, Seiche petite mains
- Sepia officinalis, Seiche
- Sepia pharaonis, Seiche pharaon
- Sepia recurvirostra, Seiche hameçonmodifier

Le terme seiche [sεʃ ] est un nom vernaculaire générique pour un très grand nombre de mollusques céphalopodes classés dans le super-ordre des décapodiformes et regroupés dans le taxon des Sepioida, c'est-à-dire dans l'ordre des Sepiida et des Sepiolida. Cependant Sepioida, et plus particulièrement Sepiolida, semblent paraphylétiques. Assez peu d'espèces de seiche portent des noms spécifiques, certains noms plus spécifiques désignent d'ailleurs un groupe d'espèces.
Les seiches font partie des espèces de céphalopodes qui ont une croissance rapide, une prolificité élevée et dont les populations mondiales croissent globalement depuis les années 1950. Avec les méduses, les calmars et les poulpes, elles semblent faire partie des quelques taxons qui s'adaptent bien à la dégradation des milieux marins, au détriment d'autres espèces, et tant que leur optimum de conditions de vie ne sera pas dépassé. Elles font l'objet d'une pêche commerciale qui se renforce, en raison notamment de la régression des poissons. Ce sont des animaux sentients.

## Dénominations

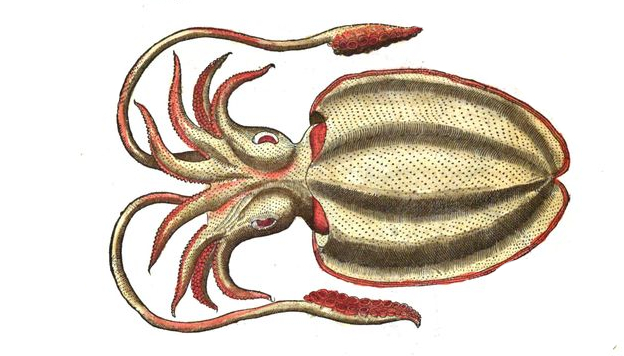
Seiche (sepia)

Le terme seiche dérive du latin sepia qui désigne tout à la fois ce genre d'animaux ou leur encre (qu'on appelle aussi sépia en français). Le terme latin semble être un emprunt au grec ancien σηπία, signifiant la même chose. Le mot « seiche » est attesté en français dès le XIIe siècle sous la forme seche.

## Caractéristiques
La plupart des espèces vivent en groupe et se pêchent en grande quantité.

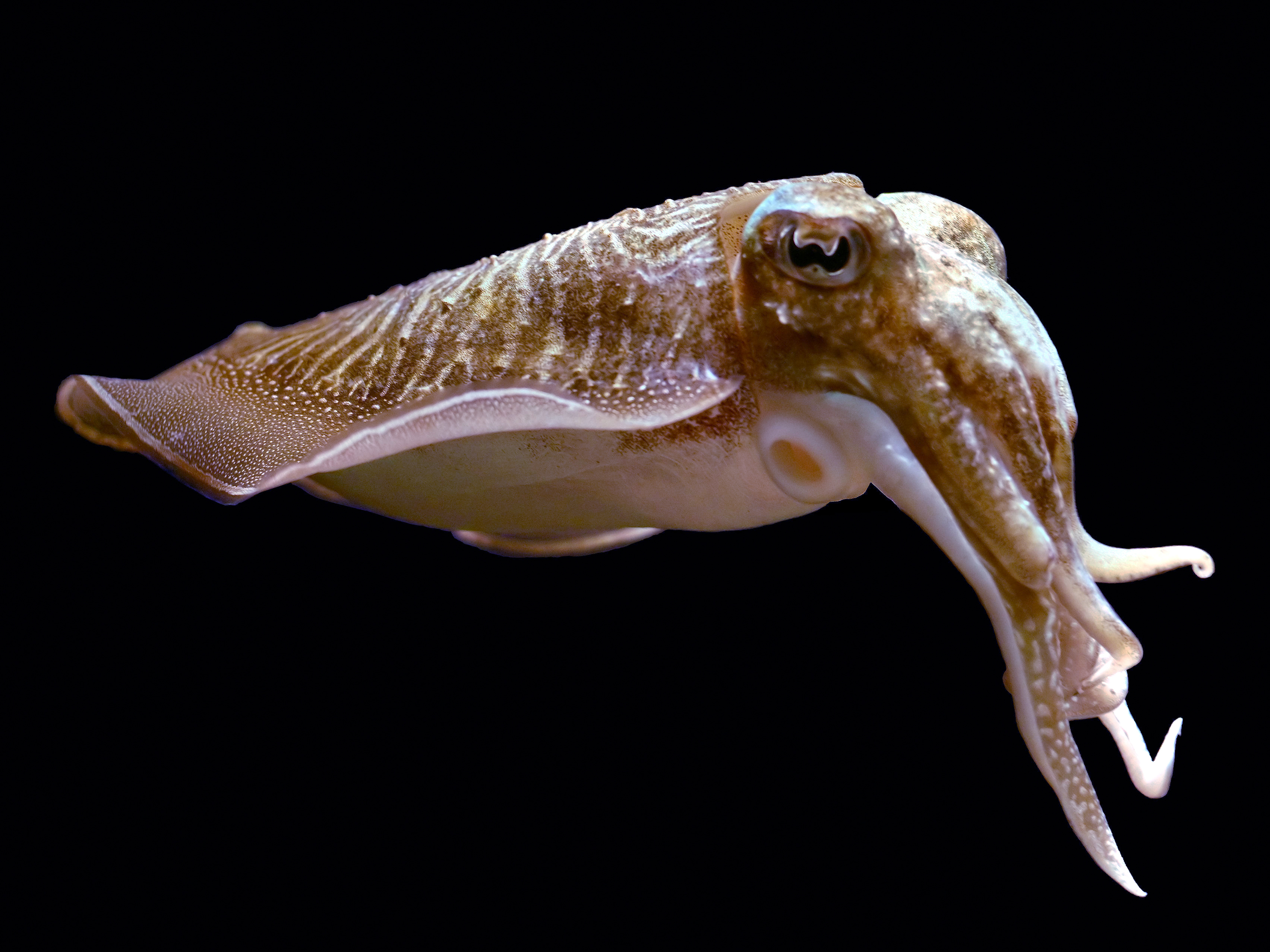
Seiche commune (Sepia officinalis)
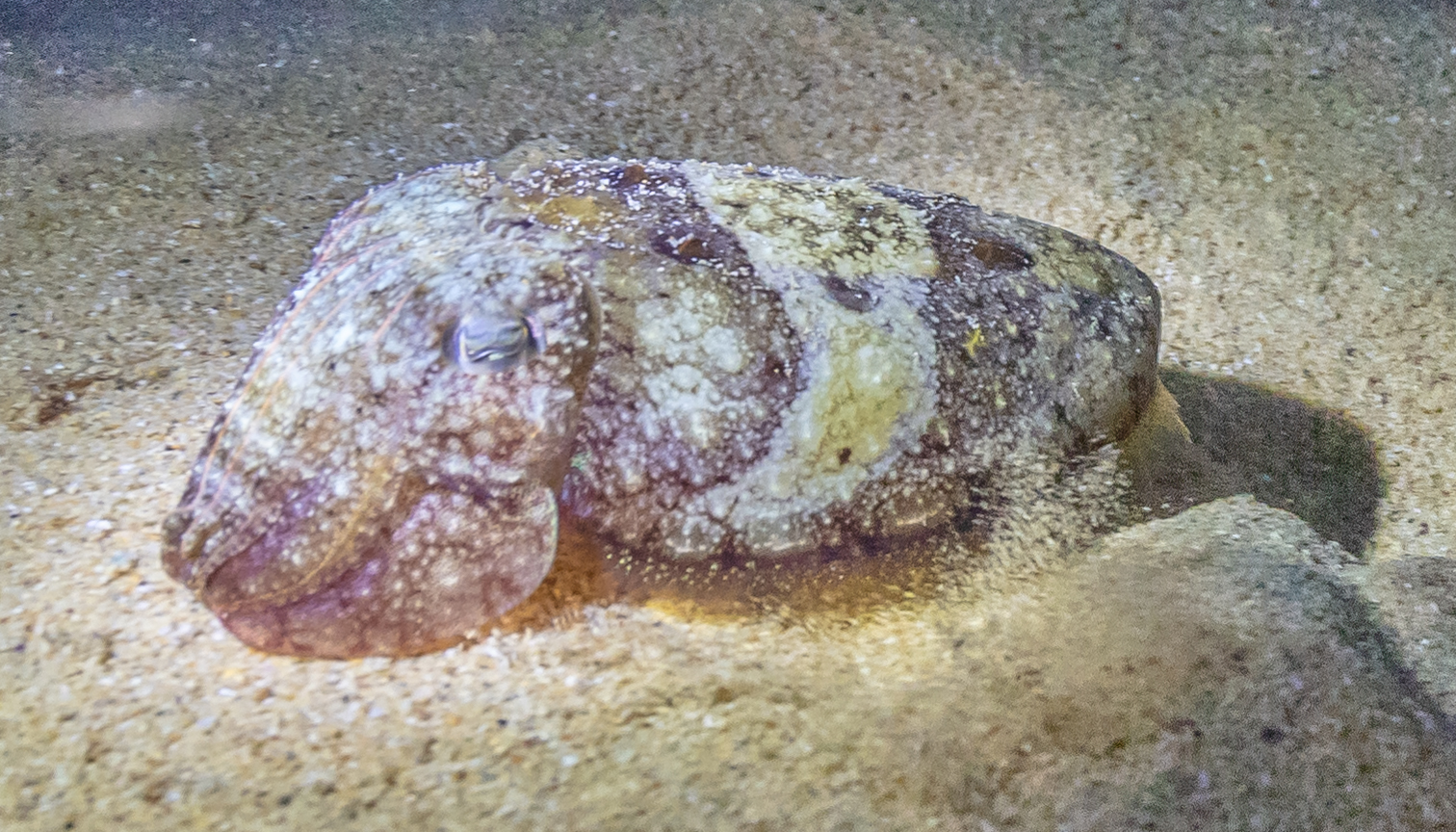
Sépia dans son habitat naturel
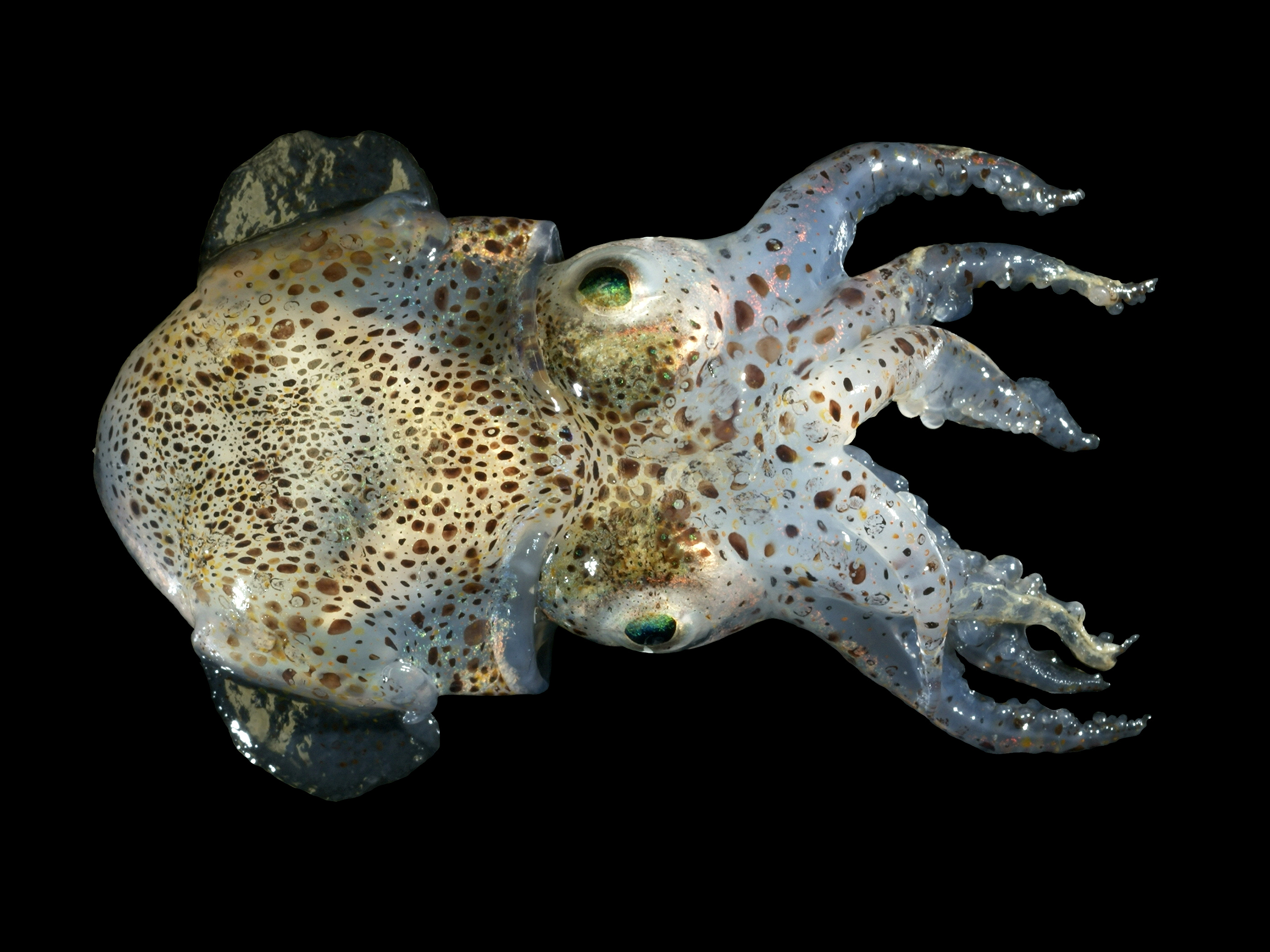
Sepiola atlantica
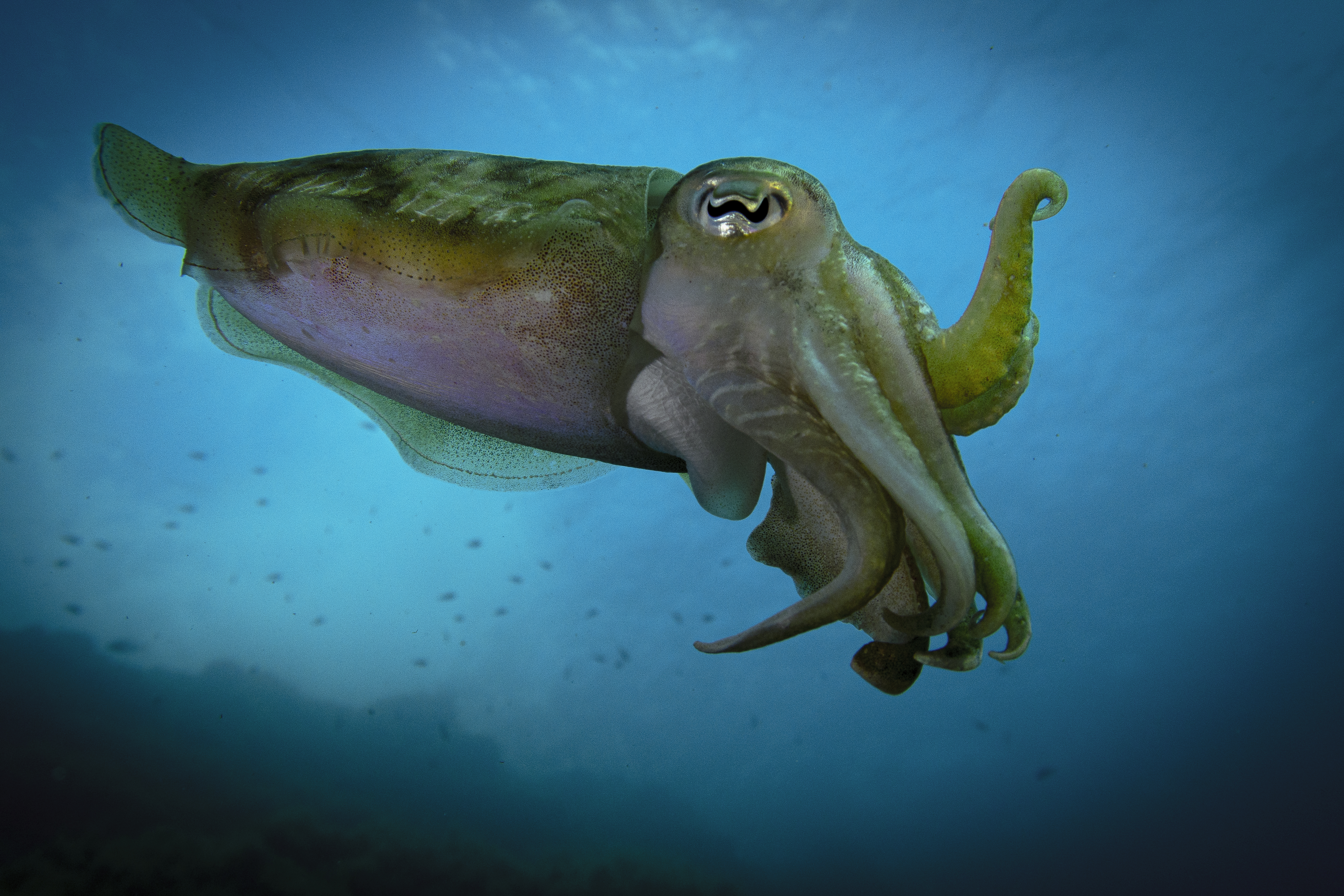
Une seiche au large de Iż-Żurrieq à Malte. Mai 2022.

Les espèces des deux ordres possèdent 10 bras dont deux, plus longs, sont spécialisés dans la prédation. Ces espèces peuvent projeter de l'encre appelée sépia commune aux espèces du super-ordre des décapodes. Les espèces qualifiées de seiches sont en général plus petites que les calmars, bien que la plus grande, la seiche géante d'Australie puisse mesurer à l'âge adulte jusqu'à 1 mètre de long.
Les pieuvres, elles, ne possèdent au plus que huit bras.
Seules les seiches de l'ordre des sépiides disposent d'un os, évolution d'une coquille interne, qui leur sert à gérer leur flottabilité.

### Yeux

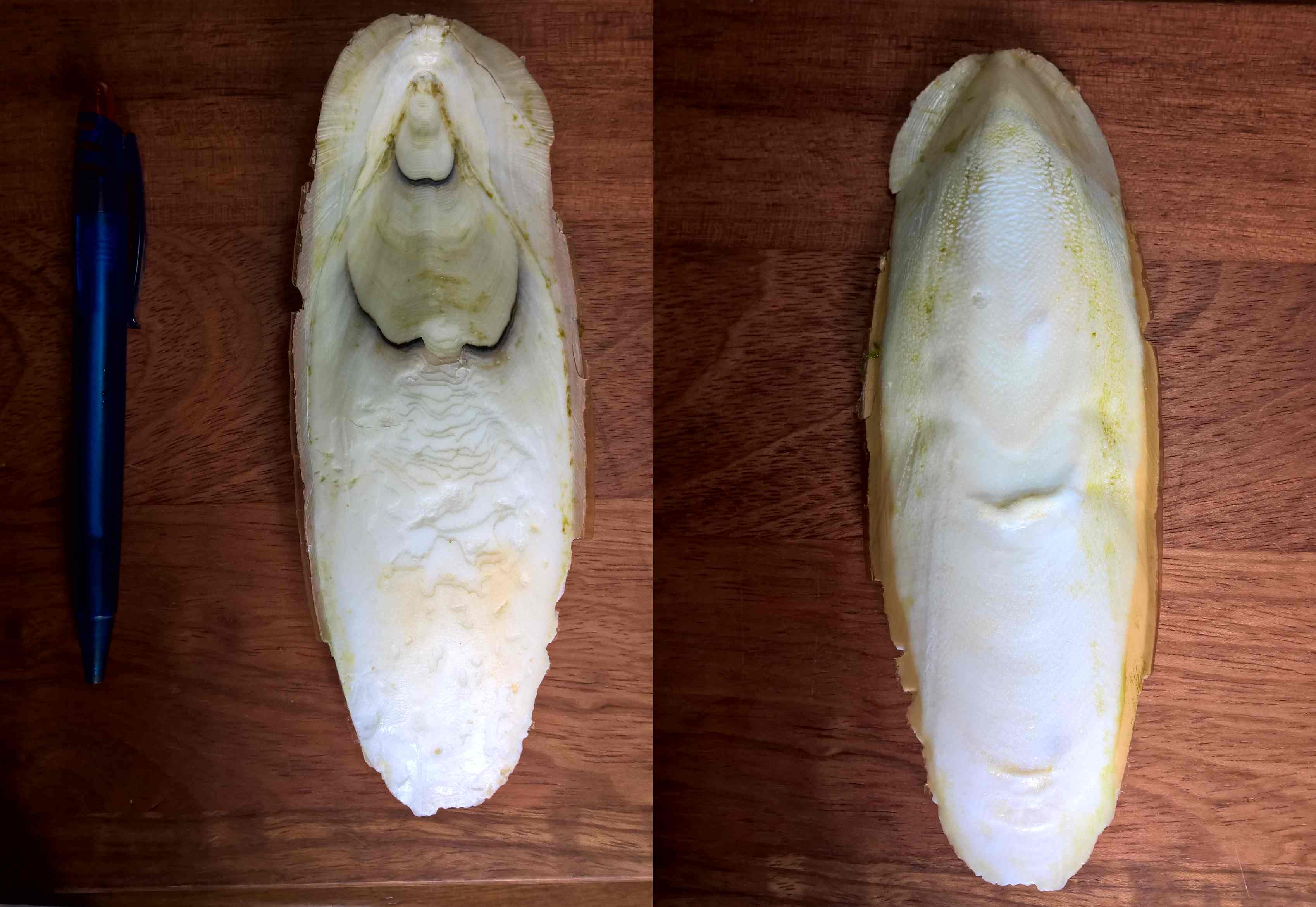
Os de seiche vue sur les 2 faces, qui selon Cuvier a une structure dont il n'existe pas d’autre exemple, ne serait-ce que par ses fonctions, la forme et la disposition des lames qui le constitue

La seiche, comme d'autres céphalopodes, possède des yeux sophistiqués. Leur formation et leur structure finale diffère considérablement des yeux de vertébrés. La ressemblance superficielle entre les yeux des céphalopodes et des vertébrés est un bon exemple de convergence évolutive. La pupille de la seiche présente une forme en « W »,. Bien que les seiches ne distinguent pas les couleurs, elles perçoivent la polarisation de la lumière, ce qui leur permet d'améliorer leur vision des contrastes. Elles disposent de deux fovéas, des zones concentrant les cellules réceptrices sur leur rétine. L'une permet de voir plutôt vers l'avant, l'autre plutôt vers l'arrière. L’œil accommode la vision en déplaçant l'ensemble du cristallin par rapport à la rétine plutôt que de le déformer comme c'est le cas chez les mammifères. Parce que le nerf optique est positionné derrière la rétine, l’œil de la seiche n'a pas de point aveugle comme chez les vertébrés.
Des études scientifiques laissent penser que l’œil de la seiche se développe entièrement avant sa naissance et commence à observer les alentours alors que la seiche est encore dans son œuf. Une étude française suggère que la seiche préfère chasser des proies qu'elle a pu observer avant son éclosion.

### Exceptionnelles capacités de camouflage adaptatif
La seiche (comme la pieuvre) est dotée d'une vue excellente et elle peut grâce à un camouflage adaptatif se fondre dans son environnement ou exprimer des « sentiments » via les motifs colorés changeant de sa peau. Sa peau est en effet entièrement dotée d’une triple couche de leucophores (réfléchissant uniformément la lumière), d’iridophores (source de couleurs iridescentes par diffraction de la lumière) puis de chromatophores (qui, sous l'action du cerveau leur permettent de changer brusquement de couleur, en arborant des motifs colorés complexes). Certains chromatophores sont en outre dans une certaine mesure « contractiles », permettant à la seiche de modifier la texture de sa peau pour encore améliorer son camouflage.

## Écologie et comportement
Il existe des preuves substantielles de la sentience chez les seiches. En effet, il existe un très haut niveau de preuve que les seiches possèdent des régions cérébrales intégratives (en l’occurrence, le lobe vertical) et qu'elles sont capables d'un apprentissage associatif qui va au-delà de l'habituation et de la sensibilisation, ainsi qu'un haut niveau de preuve qu'elles possèdent des nocicepteurs et qu'il existe des connexions entre ces nocicepteurs et les régions cérébrales intégratives.

## Noms en français et noms scientifiques correspondants

### Appellation commerciale officielle
En France en 2009, la DGCCRF ne reconnaît officiellement l'appellation de « seiche » que pour quatre espèces du genre Sepia de l'ordre des sépiides à savoir :
- Seiche - Sepia officinalis
- Seiche hameçon - Sepia recurvirostra
- Seiche petites mains - Sepia brevimana
- Seiche pharaon - Sepia pharaonis

Par conséquent, en vertu du règlement 2065/2001 de la Commission du 22 octobre 2001, les autres espèces ne devraient pas être commercialisées sous ce terme.

### Noms divers
Liste alphabétique des noms vulgaires ou vernaculaires dont l’usage est attesté.
Note : Cette liste est variable selon les usages. Certaines espèces ont plusieurs noms et, les classifications évoluant encore, les noms scientifiques ont peut-être un autre synonyme valide.
- Seiche africaine - Sepia bertheloti[14]
- Seiche aiguille - Sepia aculeata[14]
- Seiche andreana - Sepia andreana[14]
- Seiche araignée - Sepia lorigera[14]
- Seiche australe - Sepia australis[14]
- Seiche baisers - Sepia lycidas[14]
- Seiche capuchon - Sepia prashadi[14]
- Seiche commune - Sepia officinalis[14],[15],[16]
- Seiche d'Arabie - Sepia arabica[14]
- Seiche d'Oman - Sepia omani[14]
- Seiche de Guinée - Sepia elobyana[14]
- Seiche dorée - Sepia esculenta[14]
- Seiche encrier - Metasepia tullbergi[14]
- Seiche flamboyante - Metasepia pfefferi[14]
- Seiche gracile - Sepia braggi[14]
- Seiche grandes mains - Sepia latimanus[14]
- Seiche grenouille - Sepia murrayi[14]
- Seiche gros dos - Sepia savignyi[14]
- Seiche géante africaine - Sepia hierredda[14]
- Seiche géante australienne - Sepia apama[14]
- Seiche hameçon - Sepia recurvirostra[14]
- Seiche kobi - Sepia kobiensis[14]
- Seiche madokai - Sepia madokai[14]
- Seiche magnifique - Sepia opipara[14]
- Seiche moisson - Sepia mestus[14]
- Seiche naine - Sepiola rondeletti
- Seiche à os en couteau
- Seiche petites mains - Sepia brevimana[14]
- Seiche pharaon - Sepia pharaonis[14]
- Seiche pieuvre - Sepia longipes[14]
- Grande seiche rayée
- Petite seiche rayée - Sepia prabahari
- Seiche rosée - Sepia orbignyana[14]
- Seiche trident - Sepia trygonina[14]
- Seiche élégante - Sepia elegans[14]

## Source d'inspiration pour la biomimétique
La biomimétique et la robotique molle font des céphalopodes une source d'inspiration pour un jour peut-être pouvoir créer une « cape d’invisibilité » avec une peau synthétique se colorant à la manière d’un écran LCD souple et modifiant sa forme. En 2017, Pikul et al. dans la revue Science ont obtenu des textures complexes au relief modifiable sur une « peau » artificielle à base de silicone.
Les possibilités de transformation bi- ou tri-dimensionnelles programmables de surfaces élastiques et colorées sont encore rudimentaires ; dans ce cas il s'agit de membranes élastomères sot enrobées de mailles textiles inextensibles, pouvant être plus ou moins « gonflées » pour prendre des formes pré-programmées,.